# Vicente Guerrero, Chilchotla
Vicente Guerrero är en ort i Mexiko.   Den ligger i kommunen Chilchotla och delstaten Puebla, i den sydöstra delen av landet, 200 km öster om huvudstaden Mexico City. Vicente Guerrero ligger 2 700 meter över havet och antalet invånare är 722.
Terrängen runt Vicente Guerrero är kuperad åt nordost, men åt sydväst är den bergig. Runt Vicente Guerrero är det ganska tätbefolkat, med 65 invånare per kvadratkilometer. Närmaste större samhälle är Tlanalapan, 4,9 km väster om Vicente Guerrero. I omgivningarna runt Vicente Guerrero växer i huvudsak blandskog.